# Fujiwara no Otsugu
Fujiwara no Otsugu (藤原緒嗣, 773-843) est un homme d'État, courtisan et politique japonais de l'époque de Heian. Fils de Fujiwara no Momokawa, il participe à la compilation du Nihon Kōki.
Il est ministre durant les règnes des empereurs Saga, Junna et Nimmyō.
- 788 (Ère Enryaku 7, 2e mois) : il reçoit son premier rang de cour[2].
- 825 (Ère Tenchō 2) : de dainagon, Otsugu est élevé à la fonction de udaijin (Ministre de droite)[4].
- 832 (Tenchō 9) : Otsugu est nommé sadaijin (Ministre de gauche)[1].
- 843 (Ère Jōwa 10) : le travail de compilation du Nihon Kōki en plusieurs volumes est achevé et Otsugu en est un contributeur important[5].

## Sources
- Nussbaum, Louis-Frédéric and Käthe Roth. (2005). Japan encyclopedia. Cambridge: Harvard University Press.  (ISBN 0-674-01753-6 et 978-0-674-01753-5); OCLC 58053128
- Titsingh, Isaac. (1834). Nihon ōdai ichiran; ou, Annales des empereurs du Japon.  Paris: Royal Asiatic Society, Oriental Translation Fund of Great Britain and Ireland. OCLC 5850691

## Source de la traduction
- (en) Cet article est partiellement ou en totalité issu de l’article de Wikipédia en anglais intitulé « Fujiwara no Otsugu » (voir la liste des auteurs).